# قراءة ابن محيصن
قراءة ابن محيصن، هي إحدى القراءات الشاذة التي خالفت ما هو متواتر ومجمع عليه من آي القرآن، والخارجة عن رسم المصحف العثماني. وابن محيصن أحد قراء مكة المبرزين، إلا أنه خالف رسم المصحف في حروف عديدة، وخالف المجمع عليه في عصره، فأعرض الناس عن قراءته، وأقبلوا على قراءة ابن كثير المكي لأتباعه.
لا يختلف العلماء في تمكن ابن محيصن، وجدارته بالإمامة في الإقراء واللغة، فقد نقل ابن مجاهد عن مجاهد بن جبرأ أنه كان يقول: «ابن محيصن يبني ويرصص في العربية يمدحه بذلك»، إلا أنه قرأ حروفًا خالف فيها رسم المصحف، وما عليه علماء عصره، بحجة أن اللغة تجيز ذلك، فرغب الناس عن قراءته، وأجمعوا على قراءة ابن كثير لاتباعه، فالقراءة سنة متبعة، فقال عنه ابن الجزري في ترجمته: «ولولا ما فيها من مخالفة المصحف لألحقت بالقراءات المشهورة». 

## سبب شذوذ قراءة ابن محيصن
- قال ابن مجاهد: «كان لابن محيصن اختيار في القراءة على مذهب العربية فخرج به عن إجماع أهل بلده، فرغب الناس عن قراءته وأجمعوا على قراءة ابن كثير لاتباعه». [3]
- قال ابن الجزري عن ذلك بعد أن ترجم له: « وقراءته في كتاب المبهج والروضة وقد قرأت بها القرآن ولولا ما فيها من مخالفة المصحف لألحقت بالقراءات المشهورة». [4]

## أمثلة لبعض القراءات التي انفرد بها
- قوله تعالى: {وَآتَيْتُمُ احْدَاهُنَّ قِنْطَارًا} [5]، وصل ألف إحداهن.
- قوله تعالى: {أَمْنَةً نُعَاسًا} [6]، بسكون الميم. قوله تعالى: {بِوَرِقكُّمْ} [7]، بالإدغام.
- قوله تعالى: {شَأْنٌ يَغْنِيهِ} [8]، بفتح الياء. [9]